# キッズゼロ
クリエイティブパーク キッズゼロ（Creative Park KIDS-0）は、「ものづくり」を体験できる、子供向けのテーマパーク。りんくうプレジャータウンSEACLE（大阪府泉佐野市のりんくうタウン）内にある。運営はBLDオリエンタル株式会社。

## パーク内エリア
- ステージ STEP-0（ステップゼロ）
- STUDIO-0（スタジオゼロ）
- クラフトクラス
- ファクトリーエリア
- クリエイティブエリア
- アートウォール

## キッザニア甲子園との競合
関西での子供向け職業体験型テーマパークは当施設が初出店となるが、2009年3月27日に兵庫県西宮市の「ららぽーと甲子園」内にキッザニア甲子園が開業した。両施設とも阪神高速湾岸線沿線にあるため今後競合することとなるが、キッザニア東京での知名度や前評判の高さもあり、キッザニア甲子園開業後は当施設での集客面において苦戦が予想される。